# Villa San Secondo
Villa San Secondo, (Vila San Sgond en piemontès) és un municipi situat al territori de la província d'Asti, a la regió del Piemont (Itàlia).
Limita amb els municipis de Castell'Alfero, Corsione, Cossombrato, Frinco, Montechiaro d'Asti, Montiglio Monferrato i Tonco.
Pertany al municipi la frazione de San Carlo Valbarera.